# Масово измиране перм – триас
Масовото измиране перм – триас, понякога наричано Голямото измиране, е масово измиране, настъпило преди 251,4 милиона години.. То бележи границата между геоложките периоди перм и триас. Това е най-голямото масово измиране, случило се на Земята, при което изчезват над 96% от морските видове и 70% от сухоземните гръбначни видове, както и засяга и насекомите. Понеже оцеляват едва около 25% от всички видове , възстановяването на живота на Земята отнема значително повече време, отколкото след останалите масови измирания.